# Gaspar Cão
Gaspar Cão, O.S.A. (Vila Viçosa, ? - São Tomé, 25 de agosto de 1574) foi um frei agostiniano e prelado português da Igreja Católica, Bispo de São Tomé.

## Biografia
Sabe-se que era eremita da Ordem de Santo Agostinho, quando seu nome foi submetido ao Consistório de 6 de julho de 1544. Foi consagrado em 14 de setembro desse mesmo ano, na Igreja de Santa Maria da Graça, por Dom Gaspar do Casal, O.S.A., bispo do Funchal, coadjuvado por Dom Francisco da Cruz, O.S.A., bispo de Santiago de Cabo Verde.
Chegando à Ilha de São Tomé pelo menos em 1556, quando há relatos de seus trabalhos missionários. Permaneceu na África até junho de 1565, quando retornou para Lisboa. Foi acusado de provocar escândalo, não pagar as côngruas e participar da venda de escravos, sendo inclusive aberto um processo contra si junto à Santa Sé, mas acabou sendo absolvido dessas acusações em 14 de março de 1571.
Durante sua administração, mandou construir um Seminário na Sé em 1571. Ainda neste ano, e em Lisboa, em 16 de setembro consagrou Dom António Mendes de Carvalho como bispo de Elvas, na Igreja de São Vicente de Fora. De volta a São Tomé, acabaria por falecer em 25 de agosto de 1574.